# Vòng loại Giải vô địch bóng đá thế giới 2006 – Khu vực châu Âu (Bảng 4)
Bảng 4 vòng loại giải vô địch bóng đá thế giới 2006 khu vực châu Âu là một bảng đấu thuộc vòng loại khu vực châu Âu. Bảng đấu gồm sự góp mặt của các đội Síp, Quần đảo Faroe, Pháp, Cộng hòa Ireland, Israel và Thụy Sĩ.
Kết thúc vòng đấu, đội đầu bảng Pháp giành 1 suất vào vòng chung kết World Cup 2006. Đội nhì bảng Thụy Sĩ đi đấu vòng play-off khu vực châu Âu.

## Vị trí xếp hạng
| Chú thích                                                                                 |
| ----------------------------------------------------------------------------------------- |
| Các đội đầu bảng và hai đội nhì bảng có thành tích tốt nhất được vào thẳng vòng chung kết |
| các đội nhì bảng còn lại tham gia vòng play-off                                           |

| Đội tuyển        | Tr | T | H | Th | Bt | Bb | Hs  | Đ  |
| ---------------- | -- | - | - | -- | -- | -- | --- | -- |
| Pháp             | 10 | 5 | 5 | 0  | 14 | 2  | +12 | 20 |
| Thụy Sĩ          | 10 | 4 | 6 | 0  | 18 | 7  | +11 | 18 |
| Israel           | 10 | 4 | 6 | 0  | 15 | 10 | +5  | 18 |
| Cộng hòa Ireland | 10 | 4 | 5 | 1  | 12 | 5  | +7  | 17 |
| Síp              | 10 | 1 | 1 | 8  | 8  | 20 | −12 | 4  |
| Quần đảo Faroe   | 10 | 0 | 1 | 9  | 4  | 27 | −23 | 1  |

|                  | Cộng hòa Síp | Quần đảo Faroe | Pháp | Israel | Cộng hòa Ireland | Thụy Sĩ |
| ---------------- | ------------ | -------------- | ---- | ------ | ---------------- | ------- |
| Síp              | –            | 2–2            | 0–2  | 1–2    | 0–1              | 1–3     |
| Quần đảo Faroe   | 0–3          | –              | 0–2  | 0–2    | 0–2              | 1–3     |
| Pháp             | 4–0          | 3–0            | –    | 0–0    | 0–0              | 0–0     |
| Israel           | 2–1          | 2–1            | 1–1  | –      | 1–1              | 2–2     |
| Cộng hòa Ireland | 3–0          | 2–0            | 0–1  | 2–2    | –                | 0–0     |
| Thụy Sĩ          | 1–0          | 6–0            | 1–1  | 1–1    | 1–1              | –       |

## Kết quả
| Cộng hòa Ireland                    | 3 – 0      | Síp |
| ----------------------------------- | ---------- | --- |
| Morrison 33' · Reid 38' · Keane 54' | (Chi tiết) |     |

| Thụy Sĩ                                      | 6 – 0      | Quần đảo Faroe |
| -------------------------------------------- | ---------- | -------------- |
| Vonlanthen 10', 14', 57' · Rey 29', 44', 55' | (Chi tiết) |                |

| Pháp | 0 – 0      | Israel |
| ---- | ---------- | ------ |
|      | (Chi tiết) |        |

| Quần đảo Faroe | 0 – 2      | Pháp                  |
| -------------- | ---------- | --------------------- |
|                | (Chi tiết) | Giuly 32' · Cissé 73' |

| Thụy Sĩ      | 1 – 1      | Cộng hòa Ireland |
| ------------ | ---------- | ---------------- |
| H. Yakin 17' | (Chi tiết) | Morrison 8'      |

| Israel                   | 2 – 1      | Síp              |
| ------------------------ | ---------- | ---------------- |
| Benayoun 64' · Badir 75' | (Chi tiết) | Konstantinou 59' |

| Síp                          | 2 – 2      | Quần đảo Faroe                  |
| ---------------------------- | ---------- | ------------------------------- |
| Konstantinou 15' · Okkas 81' | (Chi tiết) | Jørgensen 21' · R. Jacobsen 43' |

| Israel           | 2 – 2      | Thụy Sĩ                   |
| ---------------- | ---------- | ------------------------- |
| Benayoun 9', 48' | (Chi tiết) | Frei 26' · Vonlanthen 34' |

| Pháp | 0 – 0      | Cộng hòa Ireland |
| ---- | ---------- | ---------------- |
|      | (Chi tiết) |                  |

| Cộng hòa Ireland       | 2 – 0      | Quần đảo Faroe |
| ---------------------- | ---------- | -------------- |
| Keane 14' (ph.đ.), 32' | (Chi tiết) |                |

| Síp | 0 – 2      | Pháp                    |
| --- | ---------- | ----------------------- |
|     | (Chi tiết) | Wiltord 38' · Henry 72' |

| Síp       | 1 – 2      | Israel                |
| --------- | ---------- | --------------------- |
| Okkas 45' | (Chi tiết) | Keisi 17' · Nimni 86' |

| Israel          | 1 – 1      | Cộng hòa Ireland |
| --------------- | ---------- | ---------------- |
| Abbas Souan 90' | (Chi tiết) | Morrison 43'     |

| Pháp | 0 – 0      | Thụy Sĩ |
| ---- | ---------- | ------- |
|      | (Chi tiết) |         |

| Thụy Sĩ  | 1 – 0      | Síp |
| -------- | ---------- | --- |
| Frei 87' | (Chi tiết) |     |

| Israel    | 1 – 1      | Pháp          |
| --------- | ---------- | ------------- |
| Badir 83' | (Chi tiết) | Trézéguet 50' |

| Quần đảo Faroe  | 1 – 3      | Thụy Sĩ                   |
| --------------- | ---------- | ------------------------- |
| R. Jacobsen 70' | (Chi tiết) | Wicky 25' · Frei 72', 84' |

| Cộng hòa Ireland     | 2 – 2      | Israel                           |
| -------------------- | ---------- | -------------------------------- |
| Harte 5' · Keane 11' | (Chi tiết) | Avi Yehiel 39' · Avi Nimni 45+1' |

| Quần đảo Faroe | 0 – 2      | Cộng hòa Ireland        |
| -------------- | ---------- | ----------------------- |
|                | (Chi tiết) | Harte 51' · Kilbane 59' |

| Quần đảo Faroe | 0 – 3      | Síp                                         |
| -------------- | ---------- | ------------------------------------------- |
|                | (Chi tiết) | Konstantinou 39', 77' (ph.đ.) · Krassas 95' |

| Thụy Sĩ | 1 – 1      | Israel    |
| ------- | ---------- | --------- |
| Frei 6' | (Chi tiết) | Keisi 20' |

| Pháp                              | 3 – 0      | Quần đảo Faroe |
| --------------------------------- | ---------- | -------------- |
| Cissé 14', 76' · Olsen 18' (l.n.) | (Chi tiết) |                |

| Quần đảo Faroe | 0 – 2      | Israel                |
| -------------- | ---------- | --------------------- |
|                | (Chi tiết) | Nimni 54' · Katan 79' |

| Cộng hòa Ireland | 0 – 1      | Pháp              |
| ---------------- | ---------- | ----------------- |
|                  | (Chi tiết) | Thierry Henry 68' |

| Síp           | 1 – 3      | Thụy Sĩ                             |
| ------------- | ---------- | ----------------------------------- |
| Aloneftis 35' | (Chi tiết) | Frei 15' · Senderos 71' · Cygax 84' |

| Síp | 0 – 1      | Cộng hòa Ireland |
| --- | ---------- | ---------------- |
|     | (Chi tiết) | Elliott 6'       |

| Thụy Sĩ    | 1 – 1      | Pháp      |
| ---------- | ---------- | --------- |
| Magnin 80' | (Chi tiết) | Cissé 53' |

| Israel                       | 2 – 1      | Quần đảo Faroe  |
| ---------------------------- | ---------- | --------------- |
| Benayoun 1' · Zandberg 90+1' | (Chi tiết) | Samuelsen 90+3' |

| Cộng hòa Ireland | 0 – 0      | Thụy Sĩ |
| ---------------- | ---------- | ------- |
|                  | (Chi tiết) |         |

| Pháp                                                | 4 – 0      | Síp |
| --------------------------------------------------- | ---------- | --- |
| Zidane 29' · Wiltord 32' · Dhorasoo 44' · Giuly 84' | (Chi tiết) |     |

## Ghi bàn nhiều nhất
| Vị trí | Cầu thủ               | Đội tuyển        | Bàn thắng |
| ------ | --------------------- | ---------------- | --------- |
| 1      | Alexander Frei        | Thụy Sĩ          | 6         |
| 2      | Djibril Cissé         | Pháp             | 4         |
| 2      | Robbie Keane          | Cộng hòa Ireland | 4         |
| 2      | Yossi Benayoun        | Israel           | 4         |
| 2      | Johan Vonlanthen      | Thụy Sĩ          | 4         |
| 6      | Michalis Konstantinou | Síp              | 3         |
| 6      | Clinton Morrison      | Cộng hòa Ireland | 3         |
| 6      | Adoram Keisi          | Israel           | 3         |
| 6      | Avi Nimni             | Israel           | 3         |
| 6      | Alexandre Rey         | Thụy Sĩ          | 3         |